# Vjačeslava Novgorodska
Vjačeslava Novgorodska (rusko Вячеслава новгородская, Vjačeslava Novgorodskaja,  poljsko Wierzchosława nowogrodzka) je bila princesa Kijevske Rusije z rodbine Rurik, po poroki z Boleslavom IV. Kodravim vojvodinja Mazovije in Kujavije in od leta 1146 velika kneginja Poljske, * ok. 1125, † 15. marec 1162 ?. 
Vjačeslava je bila hčerka novgorodskega in pskovskega kneza Vsevoloda in njegove žene, hčerke černigovskega kneza Svjatoslava Davidoviča.

## Življenje
O prvih letih Vjačeslavinega življenja ni nič znanega. Bila je ena od treh otrok in edina hči svojih staršev. Imela je brata Ivana in Vladimirja, ki je bil v več virih napačno omenjen kot mož poljske vojvodinje Richeze. Oba brata  sta umrla neporočena in očitno brez otrok.
Okoli leta 1137 se je poročila Boleslavom, sinom poljskega vojvode Boleslava III. Krivoustega. Poroko je verjetno organizirala Boleslavova mati Salomeja Berška, da bi pridobila rusko zavezništvo proti svojemu pastorku, poznejšemu Vladislavu II. Izgnancu. 11. februarja 1138 je knez Vsevolod umrl. 28. oktobra istega leta je umrl tudi vojvoda Boleslav III., ki je v oporoki svoje posesti razdelil med svoje sinove. Vojvoda Boleslav je kot Boleslav IV. dobil Mazovijo in Kujavijo in Vjačeslava je kot njegova žena postala mazovska in kujavska vojvodinja.
Leta 1141 je Vjačeslava spremljala svojega moža na strečanju v Łęczyci, sklicanem na pobudo njene tašče, vojvodinje-vdove Salomeje. Leta 1146 je po izgonu velikega vojvode Vladislava II. Boleslav postal vladar Krakova in veliki vojvoda Poljske.
Vjačeslava je umrla verjetno v prvih 1160. letih, ker je bil 31. decembra 1167  Boleslav IV. že poročen s svojo drugo ženo Marijo. Pokopana je bila verjetno poleg moža v stolnici v Plocku.

### Evangelij vojvodinje Anastazije
Po Vjačeslavini smrti je njen mož podaril cistercijanskemu samostanu v srebro vezan evangelij, imenovan Evangelij vojvodinje Anastazije. Anastazija je bila po njenem kronistu Janu Długoszu verjetno latinski ali grški ekvivalent njenega imena. Vjačeslavo je imenoval tudi vojvodinjo Halicza in zapisal, da je umrla med porodom leta 1158. Datum poroke 1151, ki ga navaja kronist, ni pravilen. Evangelij je bil napisan verjetno okoli leta 1160.

## Otroci
Po skoraj vseh znanih virih je Vjačeslava rodila prvega otroka okoli leta 1156, se pravi po skoraj dvajset letih zakona. Sin Boleslav  je dobil ime po svojem očetu in starem očetu. Hčerko je rodila okoli leta 1160. Hčerka se je leta 1178 poročila z Vasiljkom Jaropolkovičem, knezom Šumska in kasneje Dorohičina. 
Starejši viri so navajali, da je bil drugi sin  Boleslava IV. Lešek rojen v očetovem drugem zakonu v Marijo. Po odkritju kovancev, na katerih je Lešek imenovan  Anastazijin sin, se je trditev izkazala za netočno.
Vojvoda Boleslav mlajši je umrl leta 1172, star šestnajst let. Njegov oče je bil zaradi njegove zgodnje smrti domnevno popolnoma uničen. Vojvoda Boleslav IV. je umrl leto kasneje (1173) in svojo mazovsko-kujavsko vojvodino zapustil svojemu drugemu in edinemu preživelemu sinu Lešeku, staremu enajst let ali manj. Na položaju velikega kneza Poljske ga je kot gospod Krakova in Gniezna in vojvoda Velikopoljske nasledil brat Mješko  III. Stari.